# Michail Damaskinos

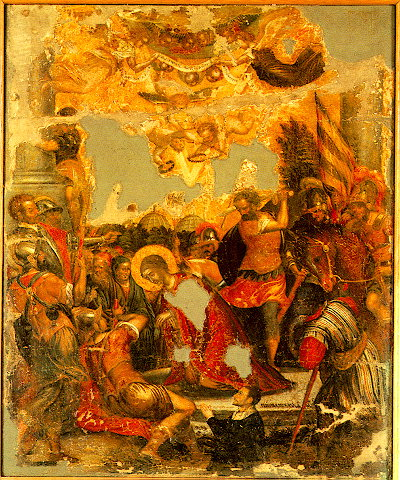
Die Ikone ist signiert von Damaskenos und stammt aus dem 16. Jhd. (Paul und Alexandra Canellopoulos Museum, Athen)

Michail Damaskinos oder Michael Damaskenos (griechisch Μιχαήλ Δαμασκηνός; * 1530; † 1593) war ein bedeutender griechischer Ikonenmaler.

## Leben
Damaskinos wurde in der kretischen Stadt Chania im Jahre 1530 geboren. Auf Kreta erlernte er die Kunst der Ikonenmalerei. Später ging er nach Italien, wo er zunächst die Werke italienischer Maler studierte und auch kopierte. Von 1569 bis 1573 lebte und arbeitete er in Messina. Ab 1574 lebte er als Mitglied der griechischen Gemeinde in Venedig. In dieser Zeit erhielt er den Auftrag, die Ikonen der Kirche San Giorgio dei Greci zu malen, welche er 1582 vollendete. Kurz vor seinem Tod kehrte er nach Iraklion zurück. Rund 90 seiner Werke aus den Jahren 1555 bis 1591 sind erhalten.

## Künstlerische Bedeutung
Damaskenos war der bekannteste kretische Maler der zweiten Hälfte des 16. Jahrhunderts. Er war ein Zeitgenosse von Domenikos Theotokopoulos. Damaskinos und Georgios Klontzas gelten als die wichtigsten Repräsentanten der kreativen Wiedergeburt der kretischen Ikonenmalerei. Damaskinos verband den italienischen Manierismus mit der kretischen Ikonenmalerei. Damaskinos Werke, wie auch die von Andreas Ritzos, wurden zu Vorbildern für nachfolgende Generationen von Ikonenmalern.